# Balneário Piçarras
Balneário Piçarras là một đô thị thuộc bang Santa Catarina, Brasil. Đô thị này có diện tích 85,761 km², dân số năm 2007 là 13760 người, mật độ 160,4 người/km².